# Саксон (переписна місцевість, Вісконсин)
Саксон (англ. Saxon) — переписна місцевість (CDP) в США, в окрузі Айрон штату Вісконсин. Населення — 75 осіб (2020).

## Географія
Саксон розташований за координатами 46°29′39″ пн. ш. 90°24′36″ зх. д. / 46.49417° пн. ш. 90.41000° зх. д. (46.494084, -90.409955).  За даними Бюро перепису населення США в 2010 році переписна місцевість мала площу 3,15 км², уся площа — суходіл.

## Демографія
Згідно з переписом 2010 року, у переписній місцевості мешкало 90 осіб у 45 домогосподарствах у складі 25 родин. Густота населення становила 29 осіб/км².  Було 50 помешкань (16/км²).
Расовий склад населення:
| - 100,0 % — білих |

До двох чи більше рас належало 0,0 %. Частка іспаномовних становила 0,0 % від усіх жителів.
За віковим діапазоном населення розподілялося таким чином: 14,4 % — особи молодші 18 років, 56,7 % — особи у віці 18—64 років, 28,9 % — особи у віці 65 років та старші. Медіана віку мешканця становила 48,3 року. На 100 осіб жіночої статі у переписній місцевості припадало 100,0 чоловіків;  на 100 жінок у віці від 18 років та старших — 83,3 чоловіків також старших 18 років.
За межею бідності перебувало 10,9 % осіб, у тому числі 0,0 % дітей у віці до 18 років та 0,0 % осіб у віці 65 років та старших.
Цивільне працевлаштоване населення становило 35 осіб. Основні галузі зайнятості: сільське господарство, лісництво, риболовля — 37,1 %, мистецтво, розваги та відпочинок — 14,3 %, публічна адміністрація — 11,4 %, освіта, охорона здоров'я та соціальна допомога — 11,4 %.